# Fritzlar
Fritzlar 15 000 lakosú színes történelmi múlttal rendelkező város Németországban, Hessen szövetségi tartomány északi részén a Schwalm-Eder járásban, 160 km-re északra Frankfurttól. Okkal mondható, hogy ez az a hely Észak-Németországban, ahol a e római limestől északra és keletre először terjedt el a keresztény hit, és amely szülőföldje volt a Német-római Birodalomnak, mint politikai entitásnak. A várost a középkorban fal vette körül több őrtoronnyal. A máig megmaradt harminchét méteres Grauer Turm (szürke torony) a legmagasabb épen maradt városvédő torony Németországban. Az oklevélben először 1109-ben említett városháza Szent Mártont, a város védőszentjét ábrázoló domborművel épségben áll és eredeti rendeltetése szerint használják. A régi ferences kolostor temploma ma protestáns plébániatemplom, a kolostor többi részét korszerű kórházzá alakították át. A városközpont sok lakóháza, különösen azok, melyek a piacteret veszik körül, a 14-17. században épült és gondosan restaurálva vannak. A városban mindenhonnan látszik az impozáns román-gótikus székesegyház, mely a 12-14. században épült.

## Földrajzi helyzete
Fritzlar Hessen északi részén, az Eder folyó északi partja mentén, a Habichtswald hegységtől délre és a Kellerwald hegységtől északra fekszik. A környező tájon termékeny földön gazdálkodó gazdaságok és sok, többnyire erdővel borított bazaltkúpok láthatók, sok hegytetőn középkori várak vagy várromok vannak. Ilyenek például Gudensberg, Homberg, Felsberg, Heiligenberg, Altenburg, Jesberg, és Naumburg.

## Története

### Thor tölgyfája és a kereszténység hódítása
A katedrális azon a helyen áll, ahol Szent Bonifác angolszász misszionárius, a németek apostola 724-ben kápolnát épített annak a tölgyfának az anyagából, mely Thor istennek szentelt a helyi germán törzs, a chattenek, a hesseniek ősei. Egy évvel korábban Bonifác, akit akkor még eredeti nevén Winfridként ismertek, kidöntötte Thor tölgyfáját, a németek egyik legszentebb helyén, ezzel bizonyítva a keresztény isten felsőbbrendűségét Thorral és a német istenekkel szemben. Szent Willibald szerint, aki Bonifác kortársaként első életrajzírója volt, amikor Bonifác kezdte kivágni a tölgyfát, hirtelen hatalmas szél támadt és mintegy csodaként végigsüvített az öreg fa felett. Ez az esemény jelentette a régi római határon túli területeken élő germán törzsek keresztény hitre térésének kezdetét.
Szent Bonifác alapította az első püspökséget Germániában a római birodalom határain kívül egy dombon (Büraburg) az Eder folyó mentén, de az első és utolsó püspökének, Wittának halála után, 747-ben a püspökséget Lullus és Bonifác utóda  beolvasztotta a mainzi érsekségbe. A Bonifác által 724-ben alapított fritzlari bencés kolostor nagy hírnévre tett szert mint vallási és világi oktatóközpont Szent Wigbert apát alatt, aki az első kő-bazilikát építtette 732-ben Bonifác fa-kápolnája helyén. 782-ben Nagy Károly megerősítette a város császári védelmét és területét, ez a várost gyors fejlődéshez segítette. A kolostor társas káptalanná (Chorherrenstift) alakult 1005-ben, lakói többé nem éltek kolostori egységben és egyszerűségben, hanem saját általában jómódú háztartásukban. Néhány impozáns kő káptalan-házat (Curia) építettek a gazdag kanonokok a 14. század folyamán, melyek mai napig megőrződtek az óvárosban. A társaskáptalan 1803-ig állt fenn.

### A német birodalom szülőhelye
Fritzlar néhány fontos kereskedelmi útvonal találkozásában feküdt, Nagy Károly óta császári szálláshellyel rendelkezett, ezért sűrűn látogatták királyok, és a német hercegek és egyházi vezetők több gyűlésének és szinódusának lett színhelye a kora középkorban. Ezek közül kétségtelenül a legfontosabb a 919-ben megtartott birodalmi gyűlés (Reichstag), melyen I. Henrik szász herceget ("Madarász Henriket") német királlyá választották Nagy Károly utódjaként annak a frank országrésznek a trónjára, mely később keleti frank birodalomként vált ismertté. Ez az esemény jelentette be a két nagy germán törzs, a szászok és a frankok elkeseredett rivalizálásának a végét és a Német Birodalom kezdetét, mely egészen a napóleoni háborúkig fennállt. I. Konrád, Frankföld hercege 918 decemberében fiúutód nélkül meghalt, arra kényszerítette fivérét Eberhardot, akinek követnie kellett volna őt a frank hercegi trónon, hogy jelölje Henriket királynak. Konrád választását elfogadta a 919-es Reichstag, ahol Henriket a frank és szász főurak királlyá kiáltották ki. I. Burkhard sváb herceg szintén gyorsan hűségesküt tett, de Arnulf bajor herceg nem ismerte el Henriket csak miután Bajorországra támadt 921-ben.
Maga Konrád azonban csak akkor kapta meg a frank hercegi címet, miután a rivális Babenberg grófokat 906-ban Fritzlar közelében egy csatában legyőzte, melyben apja az Idősebb Konrád elesett.

## Fejlődés a középkor folyamán

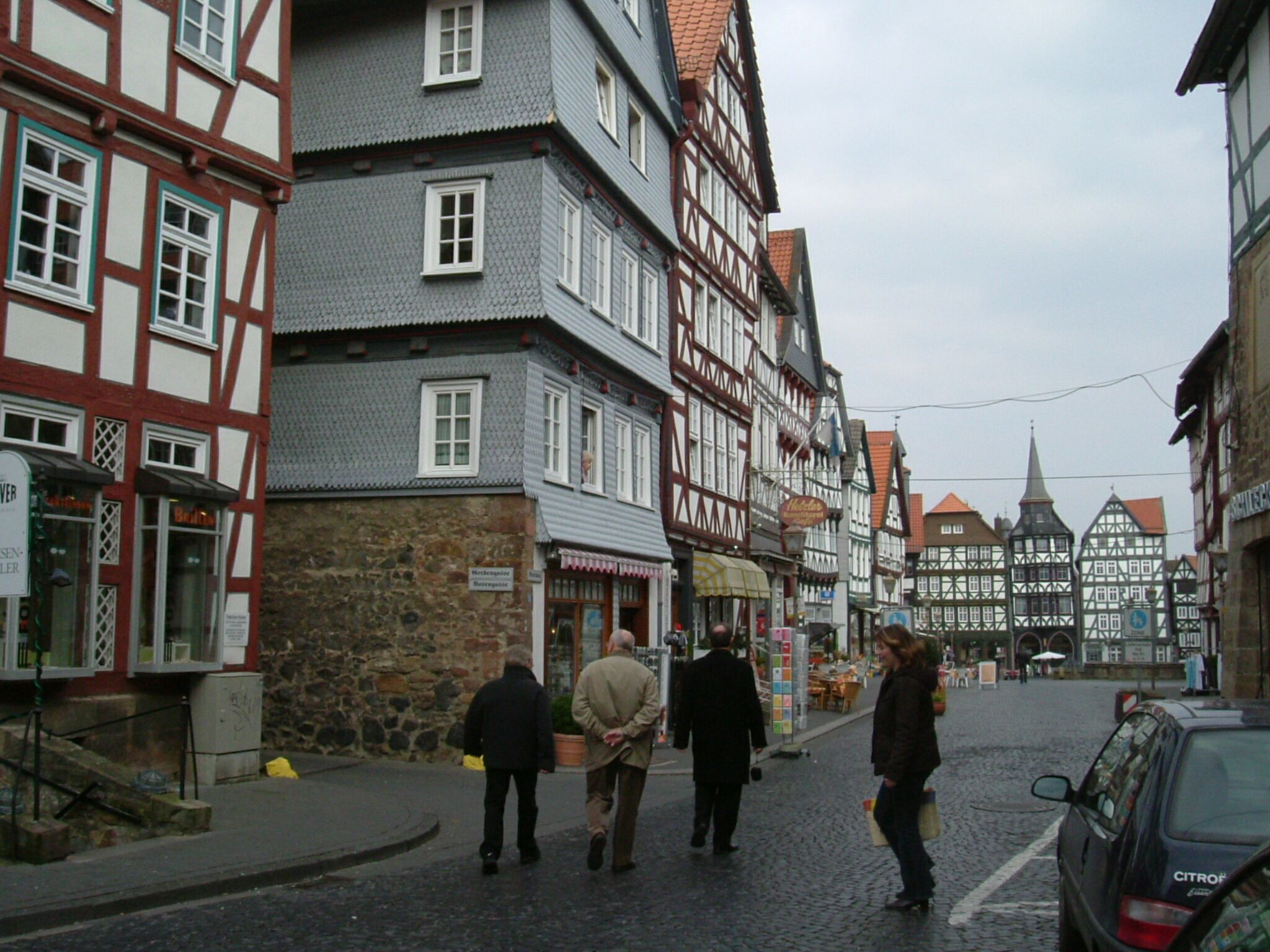
Piactér

1079-ben Fritzlar megszűnt koronabirtok lenni, mikor IV. Henrik császár a mainzi érseknek adományozta miután visszatért a pápa előtti vezekléséből Canossából. Ezzel hosszú ideig tartó hűbéres vita alakult ki Mainz és a türingiai és hesseni grófok között az Észak-Hessen fölött gyakorolt uralom kérdésében.
Mivel a frank és szász területek határvidékén elhelyezkedő város Luther reformációját követően római katolikus enklávét alkotott a protestáns Hessen közepén, Fritzlart gyakran ostromolták szászok és frankok, protestáns és katolikus hercegek, ismételten lerombolták és újjáépítették.
Az első nagyobb rombolás 774-ben következett be Nagy Károly szász háborúi idején. Mialatt a király Itáliában tartózkodott, a szászok elözönlötték Hessent és ostrom alá vették Büraburgot, ahová Fritzlar lakossága menekült. A szászok lerombolták Fritzlart, mivel a várat nem tudták bevenni, de épen hagyták Szent Wigbert kőtemplomát épen hagyták. Ez adott alapot ahhoz a legendához, hogy két angyal jelent meg hogy visszatartsa a támadókat és megvédje a templomot.
A következő 1079-ben volt. IV. Henrik császár, aki gyakran időzött Fritzlarban, szemben találta magát Sváb Rudolf trónkövetelő lázadásával, akit a pápa támogatott. Miután Canossában IV. Henrik bűnbocsánatot nyert a pápától, Fritzlarba utazott. A pápai követ képtelen volt a megegyezésre jutni vele, és 1079-ben egy szász hadsereg, Rudolf szabadcsapata, megtámadta Henriket Fritzlarban. A császár elmenekült, a várost és a templomot kifosztották és lerombolták.
1085 és 1118 között Szent Wigbert temploma helyén egy új nagyobb bazilika épült. Ez lett a színhelye az 1118-ban összehívott birodalmi zsinatnak, ahol kihirdették és jóváhagyták V. Henrik császár pápai kiközösítését, aki az invesztitúra kérdésében ismét szembehelyezkedett a pápával. Ugyancsak ez a templom volt színhelye a zsinaton Xanteni Szent Norbert sikeres védekezésének az eretnekség vádjával szemben. Norbert a premontrei rend alapítója, majd később Magdeburg érseke volt. Ugyanezen a zsinaton Bambergi Ottó herceg-püspököt felfüggesztették, mivel lojális maradt V. Henrikkel a pápasággal folytatott viszálya során.
Ezt a második bazilikát jelentős mértékben átépítették 1180 és 1200 között, lényegében olyan módon, ahogy az máig is látható, bár kisebb változtatásokat azóta is eszközöltek. 1184 és 1196 között építettek először védőfalat a külvárosok köré.
A következő fosztogatást és rombolást Konrád türingiai gróf hajtotta végre 1232-ben, amikor a város lakosainak többségét meg is ölette. Mainz az azonnali újjáépítéssel és a város további megerősítésével válaszolt, több tornyot, többek között hét figyelőtornyot és a környező vidék stratégiailag fontos dombjaira kiserődöket építtetett.
A 13. század elején a ferencesek (minoriták) kolostort építettek a városban. Engedélyt kaptak arra, hogy templomukat és többi épületüket közvetlenül a városfalak mellé építsék, ezzel lezárták a falon körbefutó gyilokjáró folytonosságát, megnehezítve azt, hogy a védők gyorsan eljussanak a veszélyeztetett pontra. Ennek fejében kötelezettséget vállaltak arra, hogy ostrom esetén megvédik a városfal hozzájuk tartozó részét. A ferenceseket távozásra bírták 1522-ben, amikor a lutheránus reformáció megjelent a városban. Az ellenreformációt követően jezsuiták költöztek be 1615-ben, majd 1619-ben visszatértek a ferencesek is. A kolostort csak 1811-ben oszlatták fel. Gyönyörű gótikus temploma, melyet 1244-ben fejeztek be, ma a protestáns hívek plébániatemplomaként funkcionál, akiknek 1817/24-ben adták el.
A harmincéves háború (1618-1648) súlyos rombolásokat okozott Fritzlarban és a környező falvakban, ezt végül pestisjárvány tetőzte be. A város népessége mintegy 2000 főről alig 600-ra apadt, és 200 évbe tellett, amíg megint elérte a 2000 főt. A hétéves háború (1756-1763) alatt a várost francia csapatok szállták meg, és erődítéseinek egy részét az Eder folyó partjáig húzódó meredek lejtő szőlőskertjeivel együtt lerombolták.
A 18. század elején az Szent Orsolya apácarendje telepedett meg leányiskolával.

## Legújabb kor
1803-ban, amikor Németországban az összes egyházi államot felszámolták, Fritzlar Naumburggal együtt Hessen-Kassel választófejedelemségbe került. 1821-ben a város Fritzlar kerület közigazgatási központja lett. Hessen-Kassel ezután Poroszország része lett 1866-ban az Osztrák-Porosz háború után, melyben a választófejedelem Ausztria pártján volt. 1932-ben a kerület összeolvadt a szomszédos Homberg kerülettel új nevük Fritzlar-Homberg lett.
1974-ben Fritzlar-Homberg, Melsungen és Ziegenhain kerületeket egyesítették Schwalm-Eder néven, ennek székhelye Homberg lett.
Jelenleg Fritzlar a környék szolgáltató és kereskedelmi központja iskolákkal, kórházzal, és egy nagy helyőrséggel, melynek repülőtere is van.

## Politika
A városi tanács 37 képviselővel rendelkezik. A legutolsó önkormányzati választásokon (2011) a megválasztott képviselők megoszlása az alábbiak szerint alakult:
| CDU    | : 18 képviselő |
| SPD    | : 12 képviselő |
| Zöldek | : 6 képviselő  |
| FDP    | : 1 képviselő  |

A városi végrehajtó testület (Magisztrátus) 8 tagból és a polgármesterből áll. Megoszlásuk:
2 hely: SPD, 4 : CDU, 1: Zöldek és a polgármester.

## Testvérvárosok
- Burnham-on-Sea and Highbridge, Somerset, Egyesült Királyság
- Casina, Emilia-Romagna, Olaszország